# Christer Strömholm
Christer Strömholm, född 22 juli 1918 i Vaxholm (nedkomst Engelbrekt), död 11 januari 2002 i Kungsholms församling i Stockholm, var en svensk fotograf och pedagog. Han mottog Hasselbladpriset 1997. Han är känd för sina intima svartvita porträtt och sina gatufotografier. Särskilt berömda blev hans skildringar av transsexuella kvinnor i 1950-talets Paris. Han blev aktiv nazist strax innan Hitler tagit makten i Tyskland. Han blev efter krigsslutet dömd till dagsböter för att ha givit husrum åt en flyende norsk nazistisk krigsförbrytare.

## Biografi
Christer Strömholms far Fredrik Strömholm var yrkesofficer och familjen flyttade ofta mellan olika orter i Sverige som Eksjö, Lidingö, Boden och Stockholm. Modern, Lizzie Strömholm, kom ursprungligen från Göteborg. Föräldrarna skilde sig 1924 och gifte om sig kort därefter. Fadern begick självmord 1934. Christer Strömholm var halvbror till Sten Strömholm och Stig Strömholm.
Strömholm började sin konstnärliga bana 1937, då han reste till Dresden för att studera konst för Woldemar Winkler. Han hamnade dock i konflikt med läraren om Paul Klee och andra Bauhauskonstnärer, varför vistelsen i Tyskland blev kortvarig. Under resor runt om i Europa studerade Strömholm konsthistoria och konstnärliga tekniker under olika läromästare, däribland Dick Beer, Otte Sköld och Isaac Grünewald.
Från 1933 var Strömholm medlem i nazistiska Nordisk Ungdom och drev den egna nazistcellen “Sine Prohibitionimus ad Finem”, med ett fyrtiotal medlemmar, däribland Tom Nerman. År 1936 klättrade Strömholm upp på Folkets Hus i Stockholm och hissade hakkorsfanan. Två år senare reste han till inbördeskrigets Spanien där han fotograferade på den republikanska sidan. År 1939 dömdes han till villkorligt straffarbete för att han tillsammans med medlemmar ur sin nazistcell gjort inbrott i Clartés lokaler och stulit medlemslistor.
När Finland invaderades av Sovjetunionen anmälde han sig som 21-åring till Svenska frivilligkåren. Han hamnade i samma kompani som Conny Andersson, som blev en nära vän. Strömholms politiska uppfattning förändrades och efter finska vinterkriget reste han tillsammans med Conny Andersson till Norge för att bistå den norska motståndsrörelsen gentemot tyskarna. För insatserna i Norge dekorerades han med Haakon VII:s frihetsmedalj på Norska ambassaden 1948.
I slutet av 1940-talet kom Strömholm via grafiken in på fotografi. Det var under studietiden vid Académie des beaux-arts, påbörjad 1946, som han kom att bekanta sig med storformatskamerans möjligheter. Bilderna från denna tid består av hårda svartvita kompositioner av murytor, skuggor och avskalade miljöer. När han periodvis levde i Paris under 1950- och 60-talen utvecklade han en stil som påminner om gatufotografi och det är under den här perioden han gör sina berömda porträtt av transsexuella kvinnor vid Place Blanche. Strömholm genomförde också flera fotografiska resor under första hälften av 1960-talet till bland annat Spanien, Japan, Indien och USA. Mellan 1951 och 1953 var han medlem av den tyska konstnärsgruppen Fotoform, som leddes av Otto Steinert. År 1958 köpte han en ruin i den franska orten Fox-Amphoux och byggde ett mörkrum där.
Strömholm började tidigt ge fotokurser på Kursverksamheten i Stockholm vilket 1962 skulle komma att utvecklas till den omtalade Fotoskolan, även kallad Christer Strömholms fotoskola, där han var rektor mellan åren 1962 och 1972. Under dessa år examinerades cirka 1 200 elever.
År 1965 publicerade han sin första bok, Till minnet av mig själv. Året därefter hade han huvudrollen i den mycket uppmärksammade TV-filmen "Myglaren" med regi av Rune Hassner och manus av Jan Myrdal. År 1980 fick han Statlig inkomstgaranti för konstnärer. År 1986 visades den retrospektiva utställningen 9 sekunder av mitt liv, fotografier 1939-86 på Moderna Museet i Stockholm. Utställningen sågs av omkring 40 000 besökare och gjorde Strömholm känd för en större allmänhet. År 1992 gavs fotoboken Konsten att vara där ut i samarbete med författaren och vännen Anders Jonason som skrev bokens texter. År 1993 tilldelades han professors namn och 1997 tilldelades han Hasselbladpriset.
Strömholm finns representerad vid Moderna Museet och Museum of Modern Art
Han bodde delvis i Höganäs och fick 2017 en gata uppkallad efter sig på orten. Efter nya uppgifter 2025 om Strömholms nazistiska förflutna i Andreas Gedins bok Christer Strömholm och nazismen, beslöt Höganäs kommun att byta namn på det rum i Kulturhuset som uppkallats efter honom.